# Jan Šplíchal
Jan Šplíchal (17. prosince 1929, Sloupnice – 14. března 2019 Praha) byl český umělecký fotograf pracující technikou fotomontáže. Žil a tvořil v Praze.

## Život
Jan Šplíchal vystudoval v letech 1945–1948 Uměleckoprůmyslovou školu v Jablonci nad Nisou a měl v úmyslu stát se malířem. Roku 1949 byl přijat na Akademii výtvarných umění v Praze, ale následujícího roku byl z politických důvodů vyloučen. V roce 1950 začal pracovat jako retušér v Orbisu (bývalém Grafickém závodě Neubert a synové) a byl zde zaměstnán až do důchodu. Po ukončení základní vojenské služby, kterou absolvoval u pomocných technických praporů (PTP), se oženil s Libuší Štruplovou. Měli dvě děti, syna Daniela a dceru Věru. V této době Šplíchal navštěvoval kurzy fotografie a začal fotografovat. V roce 1986 jeho žena Libuše po dlouhé nemoci zemřela a Jan Šplíchal se na nějakou dobu fotograficky odmlčel. V dalším období hledal osobní výraz fotografie a soustředil se na fotomontáž, ve které našel adekvátní prostředek pro vyjádření vlastního vidění světa. Fotografie řadí do seriálů či cyklů, ve kterých reflektuje novou životní situaci. Podnikl cesty do Argentiny, Egypta, Izraele, Nizozemska, Chile, Španělska a Francie. V roce 1998 se oženil s Miladou Mitkovou.

### Členství ve spolcích
- Svaz čsl. výtvarných umělců
- Asociace fotografů
- Aktiv volné fotografie (Pražský dům fotografie)

## Tvorba

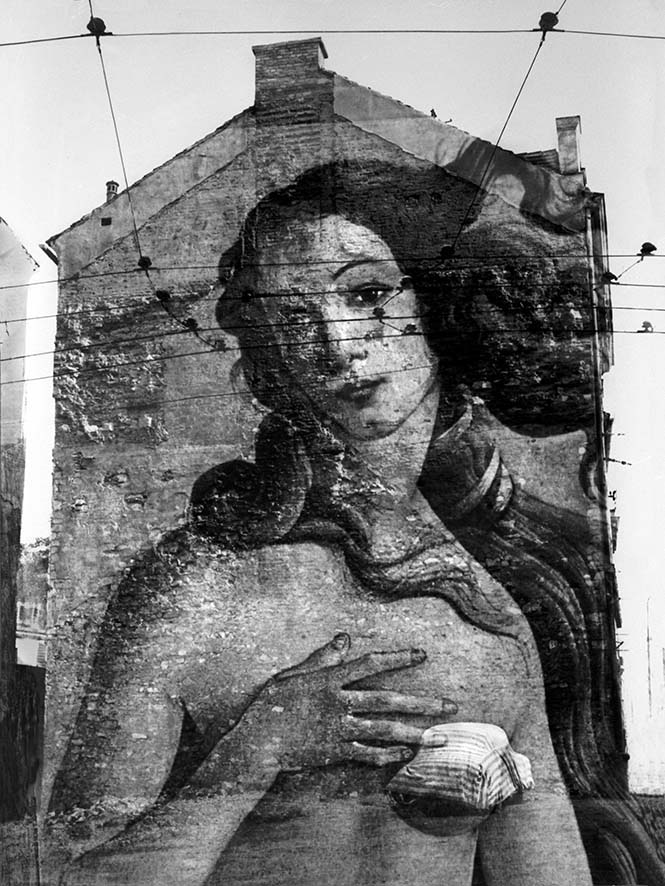
Jan Šplíchal, Z cyklu Štíty, 1965

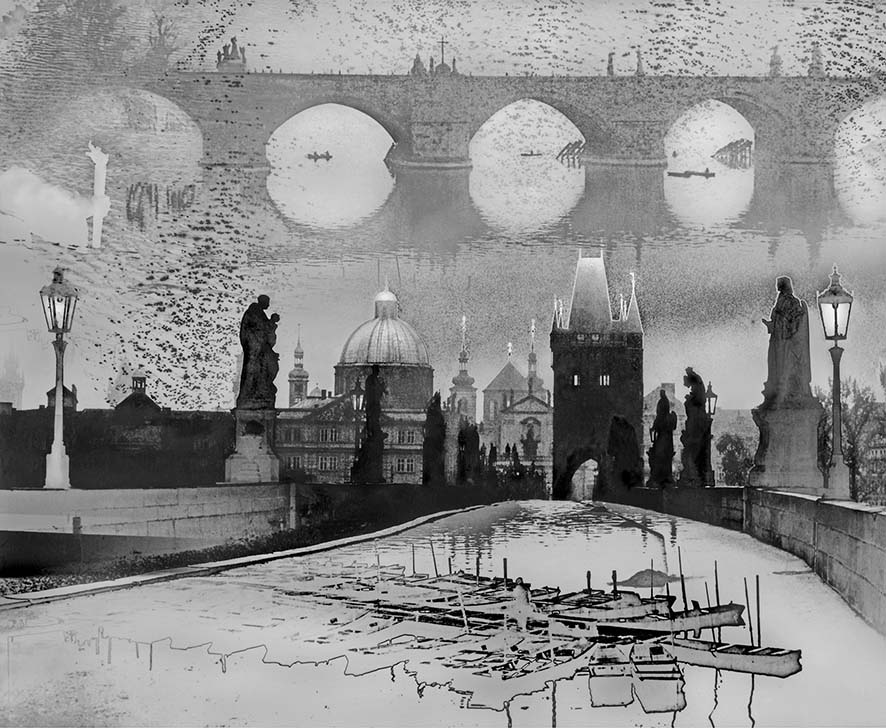
Jan Šplíchal, Z cyklu Praha, 1968

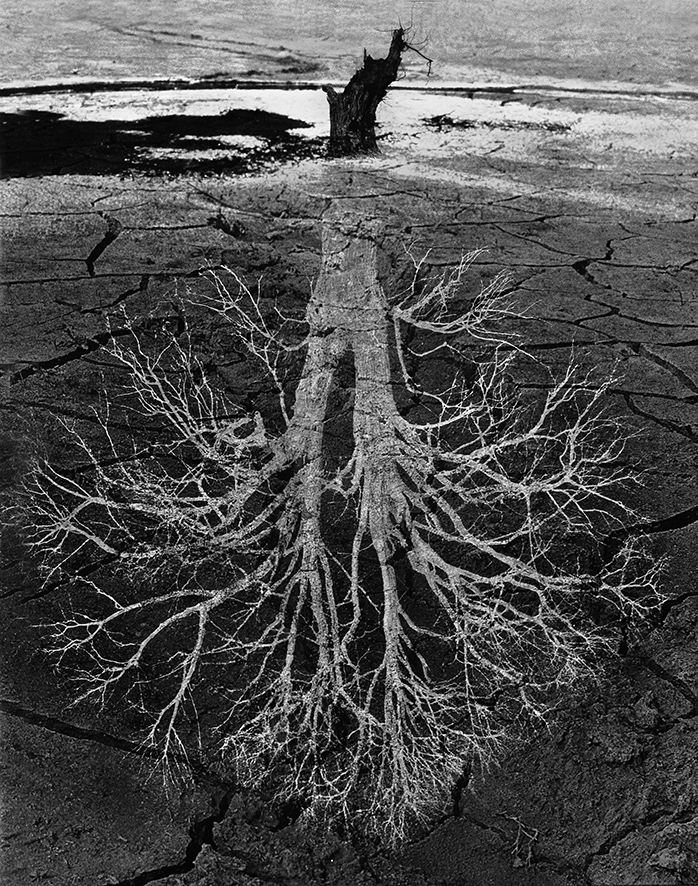
Jan Šplíchal, Z cyklu Krajiny, 1974

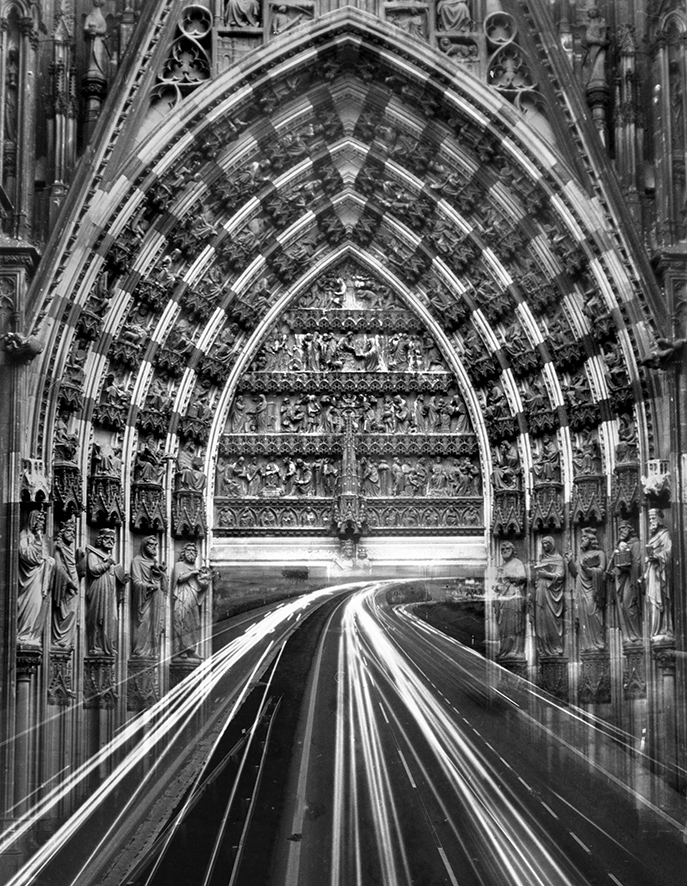
Jan Šplíchal, Z cyklu Katedrály, 1976

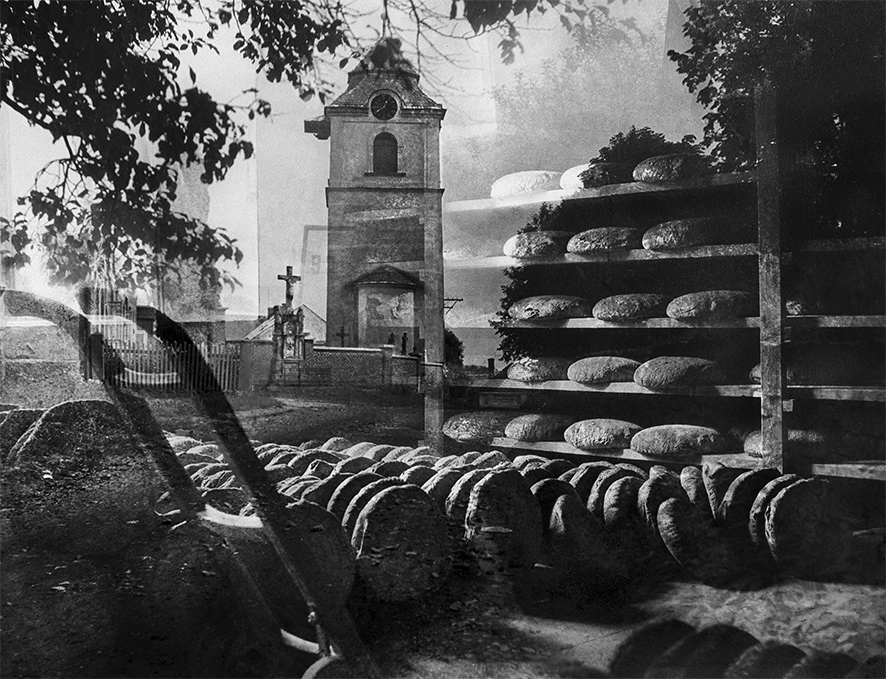
Jan Šplíchal, Vůně domova, 1983

Jan Šplíchal po nedokončeném studiu malířství přijal práci v tiskárně a zaučil se jako hlubotiskový retušér barev. Pracoval na vynikajících fotografických publikacích té doby (Josef Sudek, Josef Ehm, bratří Formanové aj.) a objevil tak výrazové možnosti fotografie. Tato okolnost ovlivnila jeho další směřování. Stálý styk s fotografickými procesy a materiály mu umožnil proniknout do tajů řemesla fotografie, což byl předpoklad ke zvládnutí komplikovaného procesu fotomontáže. Jan Šplíchal byl přijat do výtvarné skupiny PROMĚNA, kterou tvořili malíři Miroslav Rada, Karel Malich, Přemysl Pospíšil, Milan Albich a Ivan Minařík. Od sedmdesátých let pravidelně vystavoval se skupinou samostatně u nás i v zahraničí. Tematicky je pro Šplíchalovy fotomontáže příznačné hledání obrazů, které člověka přesahují, posunují realitu do vnitřního, hlubšího, smysluplného vztahu člověka s přírodou a vzájemnou sounáležitost. Pracuje s metaforami, které mají delikátní poslání přinášet příležitosti ke konfrontacím.
Články věnované jeho tvorbě od Petra Tauska, Karla Dvořáka a Jiřího Šerých s bohatým obrazovým doprovodem vycházely v časopisu Československá fotografie a Revue fotografie. V 80. letech začal vytvářet diapásma s hudbou (Stvoření, Krajiny, Podzimní arboretum, Doteky krajin, Kameny, kameny). V r. 1986 natočil na základě zkušeností s manipulovanou fotomontáží experimentální film ORBIS TERRARUM ve Studiu krátkého filmu na Barrandově.
Od sedmdesátých let spolupracuje s nakladatelstvími Orbis, Odeon, Artia, Lidová demokracie, Lidové noviny, Oikúmené, Kalich, Karolinum, Mladá fronta aj. na knižních fotografických ilustracích.
Od osmdesátých let Šplíchal spolupracoval jako výtvarník s některými architekty. Do interiérů byly instalovány jeho velkoformátové fotomontáže (nemocnice na Karlově nám. v Praze, evangelický kostel v Lounech, ve Zlíně, v Praze - Braníku, sborový sál u sv. Klimenta v Praze, rekreační objekt v Jánských Lázních, penzion Holliday v Praze - Smíchově, kavárna RETRO v Českém Krumlově).
V devadesátých letech vytvořil scénické fotografie k opeře Proces (F. Kafka) a k Janáčkově Lišce Bystroušce pro Státní operu Praha. V roce 1996 natočil režisér Petr Skala pro ČT o Šplíchalovi krátký film Hledání světla a v roce 2009 životopisný medailon Výtvarnické konfese.

### Technika
Hlavní práce Jana Šplíchala využívají jako výrazový prostředek fotomontáž. V praxi se jedná o řadu dílčích technik, jako je sendvič, pozitivní víceexpozice, zrcadlení, rotační posuv, Sabatierův efekt, solarizace atd. Digitální technika proces kombinování více snímků v jeden výtvarný obraz zjednodušila, práce ve více vrstvách fotografického editoru umožňuje dosáhnout podobných výsledků jako náročný pozitivní proces ve fotokomoře. V posledním desetiletí vzniklo několik souborů výtvarných fotomontáží již ryze digitální technologií.

### Cykly fotomontáží
- Struktury 1962–1963
- Štíty 1962–1965
- Portréty 1965–1990
- Na židovské téma 1966–1968
- Praha 1967–1981
- Katedrály 1969–1981
- Stvoření 1974–1979
- Akty 1974–1992
- Krajiny 1974–1992
- Franz Kafka 1982–1991
- Na křesťanské téma 1982
- Labyrinty 1984
- Izrael 1990–1994
- Krajiny mého domova 1993–1994
- Imaginativní krajiny 1993–1994
- Příběh jezírka 1998–1999
- Sošné – antisošné 2000–2003
- Metamorfózy 2004
- Španělsko 2007 – barevné
- Paříž 2007 – barevné

### Zastoupení ve sbírkách
- Moravská galerie v Brně
- Městská galerie Hodonín
- Uměleckoprůmyslové muzeum v Praze
- Sbírka Pražského domu fotografie (PHP)
- Galerie Kicken – Berlin – SRN
- Städtische Museum Freiburg – SRN
- Národní muzeum fotografie – Jindřichův Hradec
- Galerie Baudelaire – Antverpy, Belgie
- soukromé sbírky doma i v zahraničí

### Výstavy samostatné
Výběr ze 35 samostatných výstav v České republice a 32 v zahraničí
- 1964 Klub umění – Cheb
- 1967 galerie Dromedaris – Enkhuizen, Holandsko
- 1968 Zámecká galerie – Duchcov
- 1970 Galerie Fronta – Praha
- 1975 Galerie výtvarného umění – Hodonín
- 1979 Zentrum ZIF Bielefeld, Německo
- 1980 Dům pánů z Kunštátu – Brno
- 1982 Výstavní síň Fotochema – Praha
- 1983 Galerie nahoře – České Budějovice
- 1983 Čsl. kulturní středisko – Bukurešť, Rumunsko, Lindemannsgalerie – Stuttgart, SRN
- 1984 Výstavní síň Fotochema – Praha
- 1986 Foto – Forum – Frankfurt, SRN
- 1987 Městské muzeum – Hořice
- 1988 Čsl. kulturní středisko – Havana, Kuba
- 1989 Goethe Institut Córdoba – Argentina
- 1990 Städtische Museum Freiburg – SRN
- 1991 galerie Genesis – Praha
- 1993 Evropský parlament – Strassburg, Francie, Landestag – Düsseldorf, SRN
- 1994 Pražský dům fotografie, Goethe Institut – Santiago de Chile, Státní opera – Praha
- 1995 Galerie Teinitzer – Jindřichův Hradec, Kulturní dům – Bechyně
- 1998 Dům Gustava Mahlera – Jihlava
- 1999 Dům Leoše Janáčka – Havířov
- 2000 Malá galerie Čs. spořitelny – Kladno
- 2001 Muzeum Kroměřížska – Kroměříž, Galerie pod radnicí – Ústí n. Orl.
- 2004 PHP – Praha, Dům u rytířů – Litomyšl
- 2005 Galerie Chagall – Ostrava
- 2004 Galerie Radost – Havířov
- 2009 Galerie Pecka – Praha
- 2014 Galerie Baudelaire – Antverpy, Belgie

## Galerie
Vybrané portrétní fotografie Jana Šplíchala

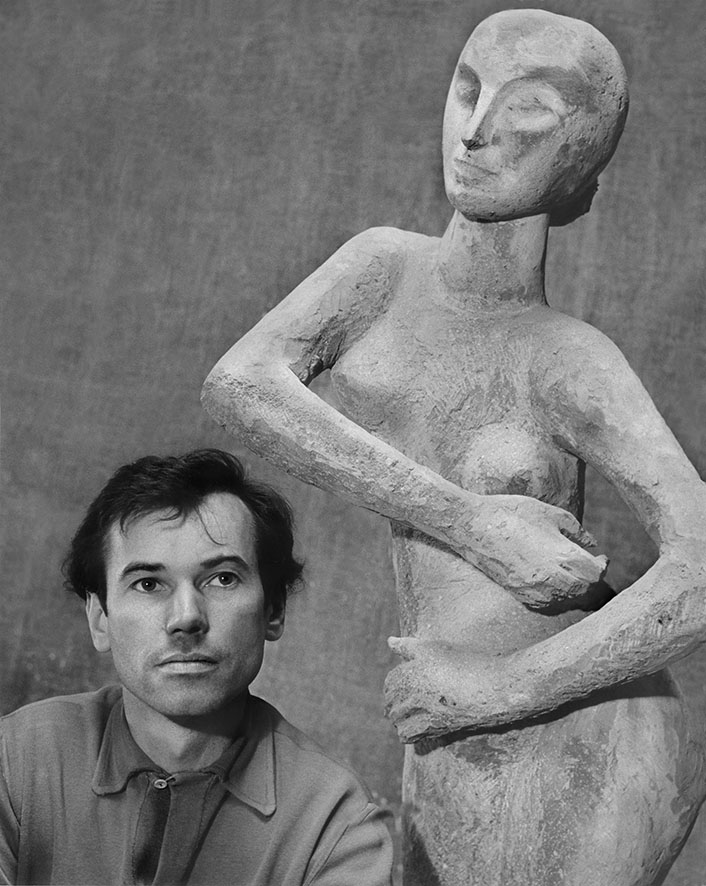
portrét Františka Pacíka, 2008
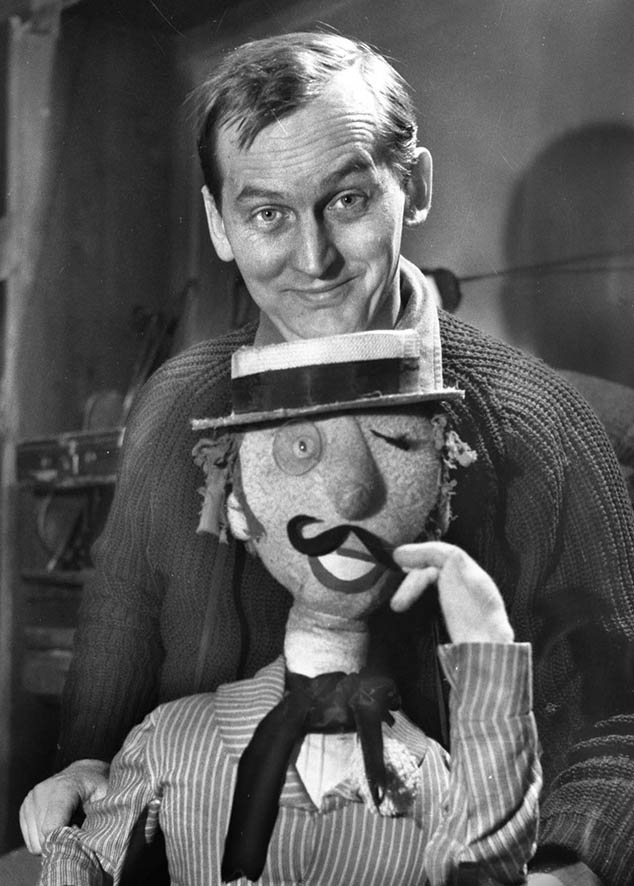
portrét loutkáře Jana Dvořáka, 2013
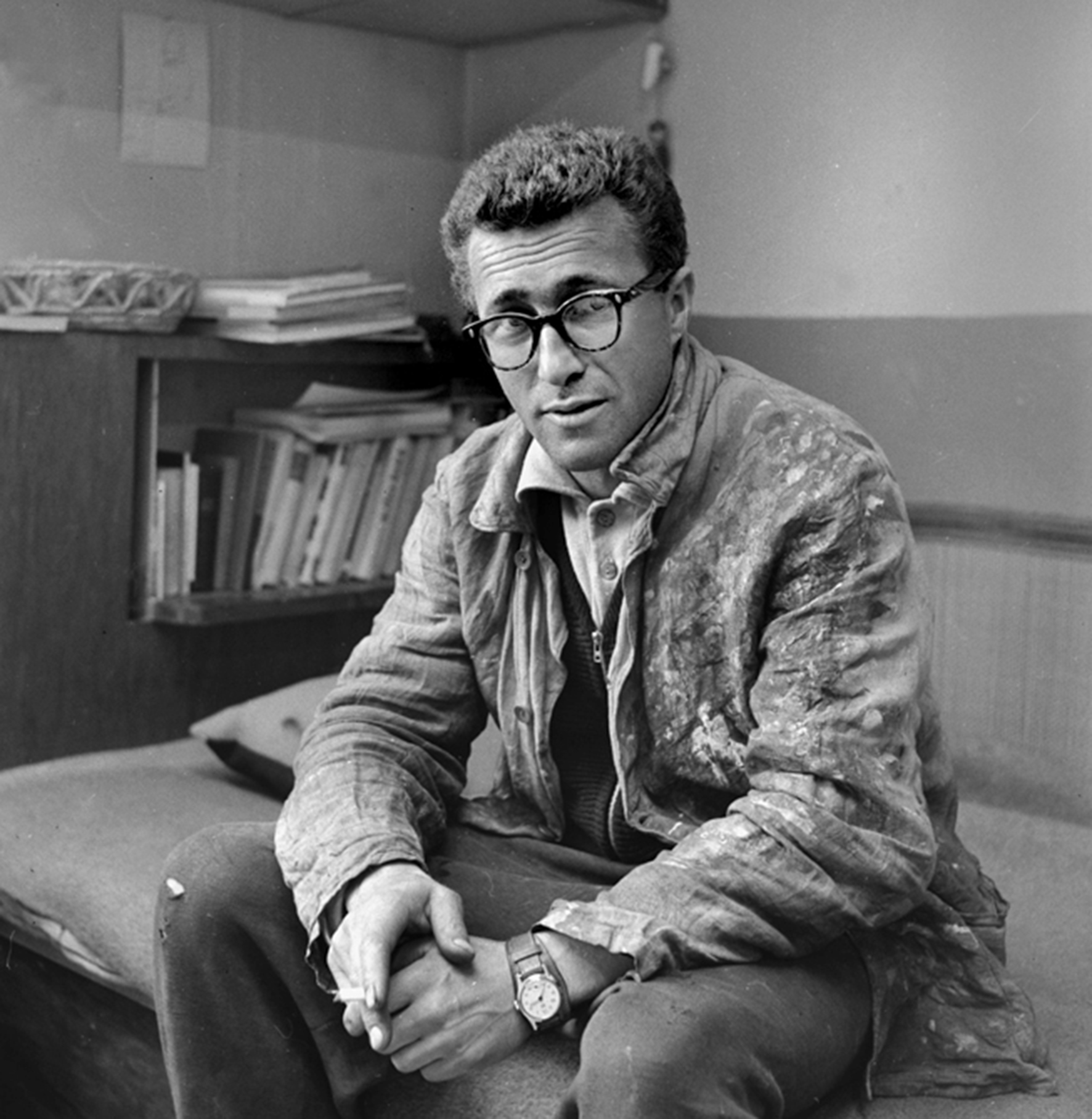
portrét Josefa Jíry, 2009
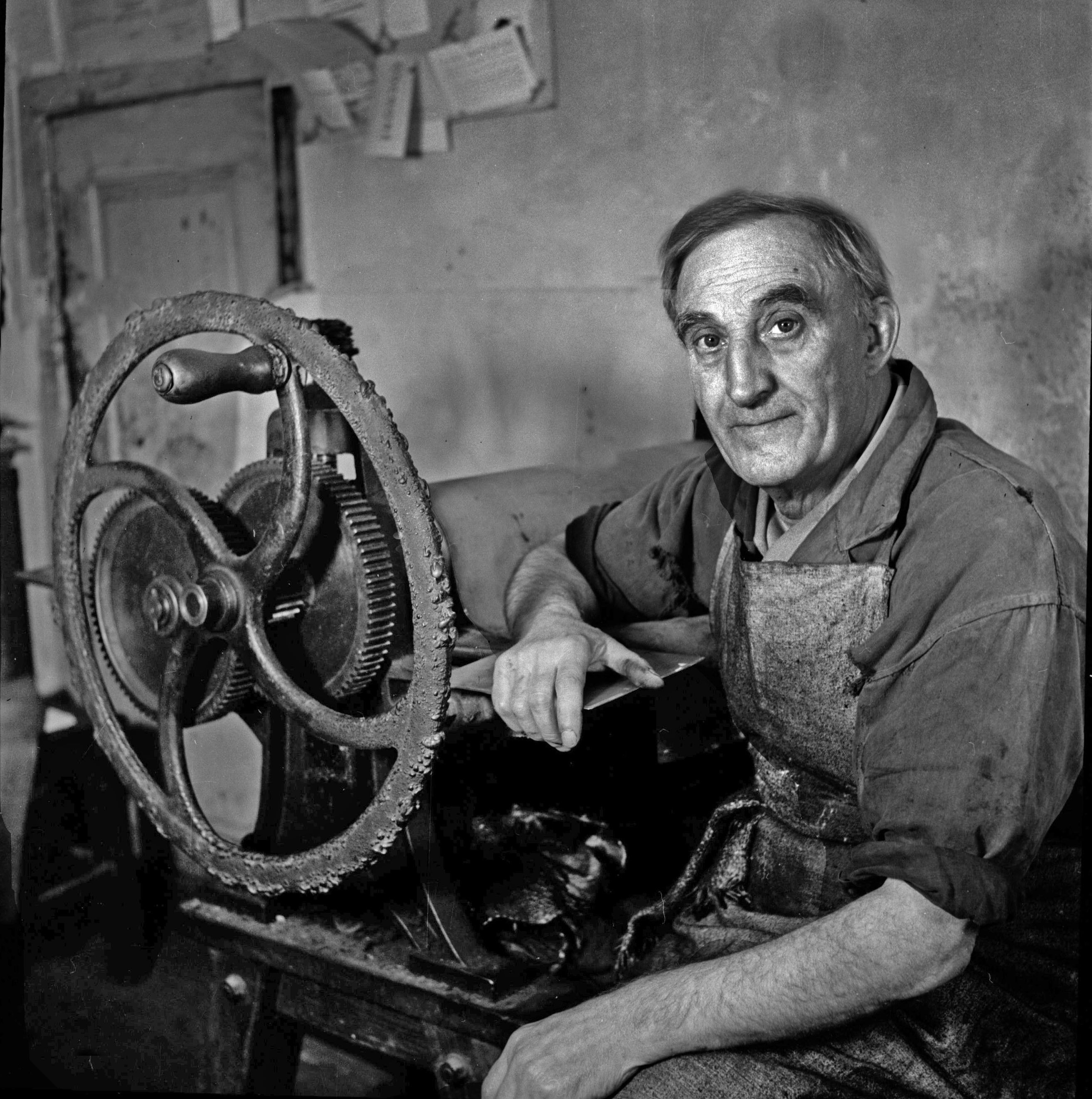
portrét Miro Pegrassiho, 2013
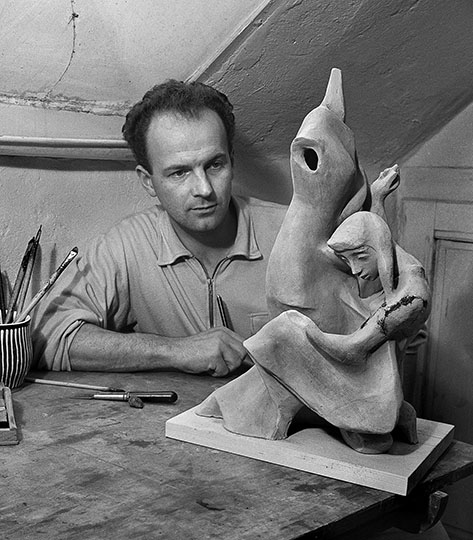
portrét Valeriána Karouška se sochou, 2011

### Časopisecké články
- Karel Dvořák: Fotografické montáže Jana Šplíchala, Čsl. fotografie č. 9 /1972
- Karel Dvořák: O fotomontáži s Janem Šplíchalem, Revue fotografie č. 3 /1973
- Karel Dvořák: Z tvůrčí dílny Jana Šplíchala, Čsl. fotografie č.10/1976
- Jiří Šerých: Fotomontáže Jana Šplíchala, Čsl. fotografie č. 8/1983
- H. H. Hofstätter: Die drei Künstler in Prag, časopis Münster, 1986
- R. Hillebrandt: Manipulierte Wirklichkeit, Fotoheft 5/1989

### Katalogy
- Jan Šplíchal: Výstava fotomontáží, 1984, Šerých Jiří, kat. 6 s., Výstavní síň Fotochema, Praha
- Jan Šplíchal : fotografie, 1999, Holý Petr, kat. 46 s., ISBN 80-238-4029-0
- Jan Šplíchal: Fotografie, 2005, Šerých Jiří, kat. 4 s., Galerie Chagall, Ostrava

### Publikace
- Martin Hruška: Fotografie jako smysl existence, Orbis, Praha, 1981
- Contemporary Photographers, Petr Tausk, Macmillan Publisher, 1982
- Michel Auer: Photographers Encyclopaedia 1839 to the present, Camera Obscura, Švýcarsko, 1985
- The Naked and the Nude, Jorge Lewinski, Weidenfeld & Nicolson, London, 1987
- Bildgebende Fotografie, Gottfried Jäger, DuMont 1988
- Tschechoslowakische Photografie der Gegenwart, Museum Ludwig, Köln, 1990
- Encyklopedie českých a slovenských fotografů. Praha 1993, s. 366–367
- Česká fotografie 1989–1994, Asociace fotografů, 1994
- Jiří Šerých a Jan Šplíchal, Praha uprostřed proudu, Foto Mida 2004, ISBN 80-902967-0-X

### Disertace
- Peter Mikula: Fotografie Jana Šplíchala, diplomová práce FAMU, 1991
- Ing. Tomáš Trojan: Tvorba Jana Šplíchala od 90. let do současnosti, bakalářská práce, Slezská univerzita v Opavě 2015 Dostupné on line